# امكالة (أمكالة)
امكالة هي إحدى مشيخات المملكة المغربية، تتبع جغرافيا لإقليم السمارة وإداريًا لأمكالة. يقدر عدد سكانها بـ 860 نسمة حسب الإحصاء الرسمي للسكان والسكنى لسنة 2004.